# Anyámasszony katonája (film, 1943)
Az Anyámasszony katonája 1943-ban bemutatott fekete-fehér magyar filmvígjáték, melyet Ráthonyi Ákos rendezett. Korának egyik legsikeresebb filmje volt, a korabeli tudósítások szerint kasszasikernek számított. A film elveszett, forgatókönyve és plakátja maradt fenn, illetve több mint félszáz werkfotó, melyet a Filmarchívum könyvtárában őriznek. 2010-ben a budapesti Örökmozgóban kiállítást rendeztek a megmaradt anyagokból.

## Cselekmény
Kátay Miklós egy igazi kényes úrifiú, ráadásul képzelt beteg, azt hiszi, gyenge egészsége miatt nem fogják besorozni. Végül mégis mennie kell, a laktanyában a szakácsnőjének udvarló őrmesterrel találkozik, és egy másik újonccal, Balázzsal is összebarátkozik. A katonaság megneveli a pipogya főhőst, aki a fronton is kiválóan teljesít,  miközben hazavárja a gyönyörű Éva.

## Szereplők
- Szilassy László: Kátay Miklós
- Pelsőczy Irén: szép Éva
- Vay Ilus: csúnya Éva
- Bilicsi Tivadar: Balázs
- Mály Gerő: Menyhért
- Misoga László: inas
- Vaszary Piri: szakácsnő
- Solthy György: ezredes
- továbbá: Juhász József, Pethes Ferenc, Bihary Nándor, Vándory Gusztáv, Nagy Ila, Fülöp Sándor[2]

## Forgatás
A Hunnia Filmgyárban forgatták, a külső felvételek Esztergomban készültek, ahol a színészeket a Fürdő Szállóban szállásolták el és a Kis Gödör étteremben étkeztették; illetve a budai hegyekben, a honvédség közreműködésével.

## Fogadtatás
A film közönségsiker volt, a bemutató napján a bajai Uránia filmszínházban például bruttó 9384 pengőt jövedelmezett. A filmet még az év végén, sőt 1944 elején is játszották a mozik, annyira kereste a közönség.
Gyimesi Kásás Ernő a Magyar Film című folyóiratban megjelent kritikája vegyesen fogadta a filmet. Úgy vélte, „ennyire elevenére tapintani a sikernek a közönség kívánalmainak, a mozis kasszasikerének, külön művészet.” Kitűnőnek tartotta a történetet, a katonaságban férfivá érő puhány selyemfiú alapötletét, ugyanakkor úgy érezte, az alkotás sokszor él a túlzás eszközeivel a közönség igényeinek kiszolgálása végett, és bár rendkívül mulatságos, a „mondanivaló súlyából enged”. Ugyancsak dicsérte a film főbb aspektusait: „Rendezés, zene, fényképezés szépen csendül egybe a színészek játékával”, és úgy gondolta, Vay Ilus „csúnyaságát” nem kellett volna tovább fokozni, bár az újonc színésznőt ígéretes tehetségnek tartotta. „Bilicsi kifogástalan. Mály igen kedves, egyedülálló alakítást ad, [...] Pethes Ferenc több szöveget is elbírt volna.” A díszlettel és a hangfelvétellel is elégedett volt a kritikus.